# Guanosintriphosphat
Guanosintriphosphat (GTP) ist eine energiereiche chemische Verbindung aus der Gruppe der Nukleosidtriphosphate. Es dient dabei insbesondere als Energiespeicher bei anabolen (aufbauenden) Vorgängen des Zellstoffwechsels, wie z. B. als Produkt des Citratzyklus (Übertragung der Energie aus Kohlenhydraten und Fetten auf GTP, das durch Addition eines Phosphatrestes an GDP entsteht) oder der Proteinbiosynthese. Darüber hinaus besitzt GTP als Substrat der G-Proteine eine zentrale Rolle bei der Weiterleitung von Signalen in der Zelle (Signaltransduktion).
Das GTP-Molekül ist ein Kondensationsprodukt aus der Purinbase Guanin, dem Zucker Ribose und drei Molekülen Phosphat. Durch Abspaltung eines Phosphatrestes unter Bildung von Guanosindiphosphat wird Energie freigesetzt.

Mit Hilfe des Enzyms Guanylylcyclase kann aus GTP auch das Signalmolekül cGMP synthetisiert werden.
GTP wird außerdem beim nukleozytosolischen Transport in Form von Ran-GTP benötigt.

## Ran-GTP
Ran-GTP ("Ran" von Ras-related nuclear protein) ist ein wichtiger Faktor für den Stofftransport Zytoplasma – Zellkern. Je nach Transportrichtung (Export oder Import von Molekülen) werden zunächst Exportin oder Importin als Träger benötigt. Die beiden Transportarten haben folgendes gemeinsam: Ran-GTP liefert die nötige Energie, um Exportin mit Molekül oder Importin ohne Molekül vom Zellkern ins Zytoplasma zu bringen. Ran-GTP wird im Zytoplasma umgewandelt zu Ran-GDP. Ran-GDP diffundiert zurück in den Zellkern. Durch RanGEF wird Ran-GDP zu Ran-GTP umgewandelt, welche wieder an ein Exportin/Importin anlagern kann.